# Меренра II
Меренра II Немтиэмсаф — фараон Древнего Египта, правивший приблизительно в 2219 — 2218 годах до н. э.; из VI династии.

## Сведения о фараоне Меренре II
Меренра II был преемником Неферкара Пиопи II. Долгое правление Пиопи II было для Египта большим бедствием, поскольку в течение последних 20 или более лет он должен был быть слишком стар и слаб, чтобы управлять своим царством сильной рукой. Крупные вельможи, окружавшие его в годы его расцвета и помогавшие ему поддерживать могущественное правительство, вероятно, давно умерли, оставив беспомощного старика на шатающемся троне. Странно, но нет никаких доказательств, что у него был сын, и нам не известно, кем приходился Неферкара его преемник Меренра II Немтиэмсаф. Если новый царь был старшим сыном этого старика, то ему самому должно было быть около 80 лет, когда он взошёл на престол. Однако гораздо более вероятно, что он родился намного позже или же что он приходился старому правителю внуком. Тот факт, что он был близким родственником, а не узурпатором, возможно, подтверждает то, что он носил такое же личное имя, как и старший единокровный брат покойного фараона Немтиэмсаф, и что при воцарении он принял то же тронное имя Меренра. Однако, в то время, как Абидосский список упоминает его как преемника Неферкара, Саккарский список останавливается на имени Пиопи II и не содержит имён череды следующих владык вплоть до Небхепетра Ментухотепа, царя XI династии, пришедшего к власти спустя два с половиной столетия. При этом Манефон, как и Абидосский список, называет его преемником Неферкара Пиопи под именем Meнтесуф(ис) и утверждает, что он правил один год. Несомненно, Туринский папирус также признавал его, ибо хотя имя фараона в этом источнике не сохранилось, однако здесь всё ещё можно разглядеть продолжительность царствования в 1 год и 1 месяц. Кроме этого о данном фараоне неизвестно ничего.
Трудно сказать, что явилось причиной столь короткого царствования: возможно, Меренра II умер от старости или от болезни, однако не исключено, что его убили в результате государственного переворота. С его смертью династия прервалась. Туринский папирус приводит общую сумму лет всех правлений вплоть до Менеса — 949 лет. Далее в документе сообщается, что прошло шесть лет, когда не было царя. Видимо за смертью Меренра II Немтиэмсафа последовал период анархии, когда на троне не было фараона. Манефон сообщает, что в конце VI династии правила Нитокрис. Однако она упоминается на фрагменте Туринского папируса № 43, который помещён после упоминания о 6 годах анархии, иными словами, речь идёт уже о VII династии.

## Имена фараона
| nswt&bity |

| nswt&bity |

| N5 | U7 · N35 | G42 | G17 | V16 · I9 |

| N5 | U7 · N35 | G42 | G17 | V16 · I9 |

| N5 | U7 · N35 | G42 | G17 | V16 · I9 |

| N5 | U7 · N35 | G42 | G17 | V16 · I9 |

| N5 | U7 · N35 | G42 | G17 | V16 · I9 |

| N5 | U7 · N35 | G42 | G17 | V16 · I9 |

| N5 | U7 · N35 | G42 | G17 | V16 · I9 |

| N5 | U7 · N35 | G42 | G17 | V16 · I9 |

| G39 | N5 |

| G39 | N5 |

| G7A | G17 | V18 | I9 |

| G7A | G17 | V18 | I9 |

| G7A | G17 | V18 | I9 |

| G7A | G17 | V18 | I9 |

| G7A | G17 | V18 | I9 |

| G7A | G17 | V18 | I9 |

| G7A | G17 | V18 | I9 |

| G7A | G17 | V18 | I9 |

## Культурное влияние
Короткое время правления Меренра II стало основой романа «Фараон и наложница» египетского писателя Нагиба Махфуза.
| VI династия              |                                                                 |                    |
| Предшественник: Пиопи II | фараон Египта ок. 2219 — 2218 до н. э. (правил 1 год и 1 месяц) | Преемник: Нитокрис |